# Тышкевич, Юрий Васильевич
Юрий Васильевич Тышкевич (? — 1576) — государственный деятель Великого княжества Литовского, граф на Логойске и Бердичеве, дворянин королевский (1550), маршалок господарский (1558—1566), воевода берестейский (1566—1576), староста волковысский (с 1557 года).

## Биография
Представитель логойской линии западнорусского магнатского рода Тышкевичей герба «Лелива». Старший сын воеводы смоленского Василия Тышкевича (ум. 1571) и Александры Семёновны Чарторыйской. Младшие братья — маршалок королевский Каленик Тышкевич (ум. 1576) и державец могилевский Остафий Тышкевич (ум. 1557).
С 1550 года Юрий Тышкевич упоминается в звании королевского дворянина. В 1557 году получил во владение волковысское староство. В 1558 году Юрий Тышкевич был назначен маршалком господарским, а в 1566 году получил должность воеводы берестейского.
Возглавлял посольства ВКЛ в Крымском ханстве в 1552 и Русском государстве в 1554 годах.

## Семья и дети
Был дважды женат. В 1547 году первым браком женился на Анне Катович, от брака с которой имел двух сыновей и трёх дочерей:
- Теодор Фредерик Тышкевич (ум. 1621)
- дочь, жена старосты овруцкого Ратомского
- дочь, жена войского берестейского Уяновского
- Мартин Тышкевич (ум. после 1631), маршалок королевский (1589), маршалок слонимский и войт минский
- дочь, жена старосты овруцкого Мишина

Вторично женился на Теодоре Волович (ум. после 1592), дочери каштеляна новогрудского Григория Воловича (? — 1586), от брака с которой имел трёх сыновей:
- Пётр Тышкевич (ум. 1631), каштелян минский (1618)
- Ян Остафий Тышкевич (ум. 1631), ротмистр королевский (1601), подскарбий надворный литовский (1607), воевода мстиславский (1611) и берестейский (1615), державца каменецкий
- Александр Тышкевич, секретарь королевский
- Ежи Тышкевич